# Триселенид дилютеция
Триселенид дилютеция — бинарное неорганическое соединение
лютеция и селена с формулой Lu2Se3,
кристаллы.

## Получение
- Постепенное нагревание стехиометрических количеств чистых веществ:

{\displaystyle {\mathsf {2Lu+3Se\ {\xrightarrow {340-800^{o}C}}\ Lu_{2}Se_{3}}}}
- Пропускание селеноводорода через нагретый оксид лютеция:

{\displaystyle {\mathsf {Lu_{2}O_{3}+3H_{2}Se\ {\xrightarrow {1160-1425^{o}C}}\ Lu_{2}Se_{3}+3H_{2}O}}}

## Физические свойства
Триселенид дилютеция образует кристаллы нескольких модификаций:
- ромбическая сингония, пространственная группа F ddd, параметры ячейки a = 1,124 нм, b = 0,795 нм, c = 2,384 нм;
- ромбическая сингония, пространственная группа F ddd, параметры ячейки a = 1,1229 нм, b = 0,7984 нм, c = 0,3865  нм;
- кубическая сингония, пространственная группа I 43d, параметры ячейки a = 0,8570 нм.